# Viola corsica
Viola corsica är en violväxtart. Viola corsica ingår i släktet violer, och familjen violväxter.

## Underarter
Arten delas in i följande underarter:
- V. c. corsica
- V. c. ilvensis

## Bildgalleri

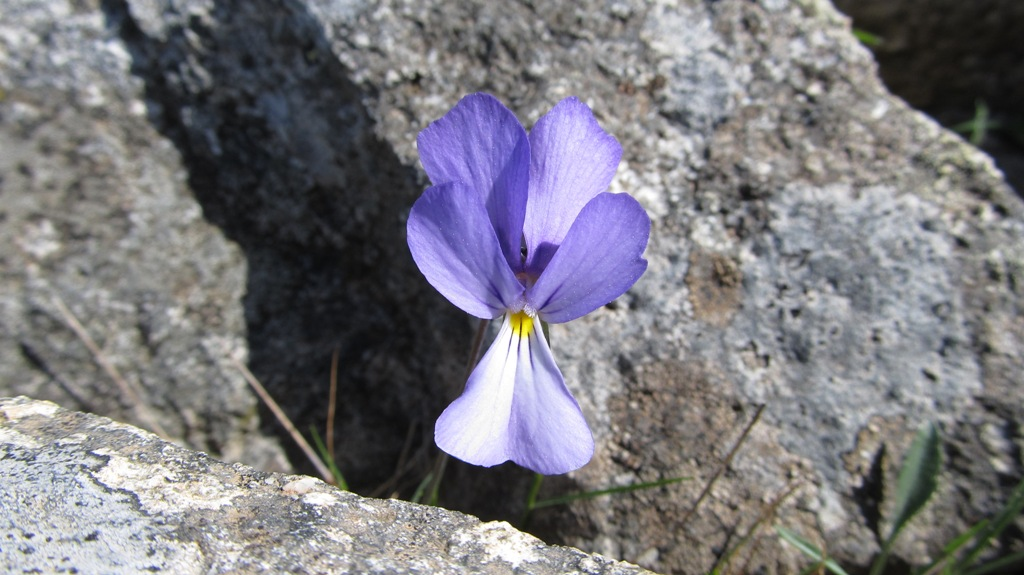